# Attitude (журнал)
Attitude (стилизованно attitude) — британский глянцевый ежемесячный журнал для геев, выходящий с 1994 года. Распространяется по всему миру, доступен в виде загружаемой версии для iPad и iPhone, а также для Android через Google Play. Издание принадлежит Stream Publishing Limited.

## Содержание
Журнал публикует интервью с известными людьми, а также статьи, которые затрагивают такие темы, как положение ЛГБТ-лиц, ищущих убежище, рост крайне правых настроений в Восточной Европе и многие другие темы.
В разные время на обложке журнала появлялись такие знаменитости, как Руперт Гринт, Тони Блэр, Дэниел Рэдклифф, Мадонна, Хит Леджер, Саша Барон Коэн, Дэвид Кэмерон, Клайв Оуэн, Дэвид Бекхэм, Take That, Джеймс Франко, Доминик Купер, Митч Хьюэр, Марк Фихили, Кайли Миноуг, Мэрилин Мэнсон, Элтон Джон, McFly, Робби Уильямс, Руперт Эверетт, Джастин Тимберлейк, Фредди Юнгберг, Джордж Майкл, Руфус Уэйнрайт, Уилл Янг, Кристина Агилера, Джон Бэрроумен, Бет Дитто, Бен Харди, Scissor Sisters и другие.
В 2009 году в интервью, опубликованном на страницах издания Attitude, Тони Блэр подверг критике отношение Папы римского к гомосексуальности, призвав религиозных лидеров изменить своё отношение к этой проблеме.
В 2016 году на обложке журнала появился Уильям, принц Уэльский, что стало первым случаем, когда член королевской семьи позировал или появлялся в журнале для геев. Уильям познакомился с десятью представителями ЛГБТ, которые в детстве подвергались насилию на почве гомо-, лесби-, би- или трансфобии.